# هیگروئلا

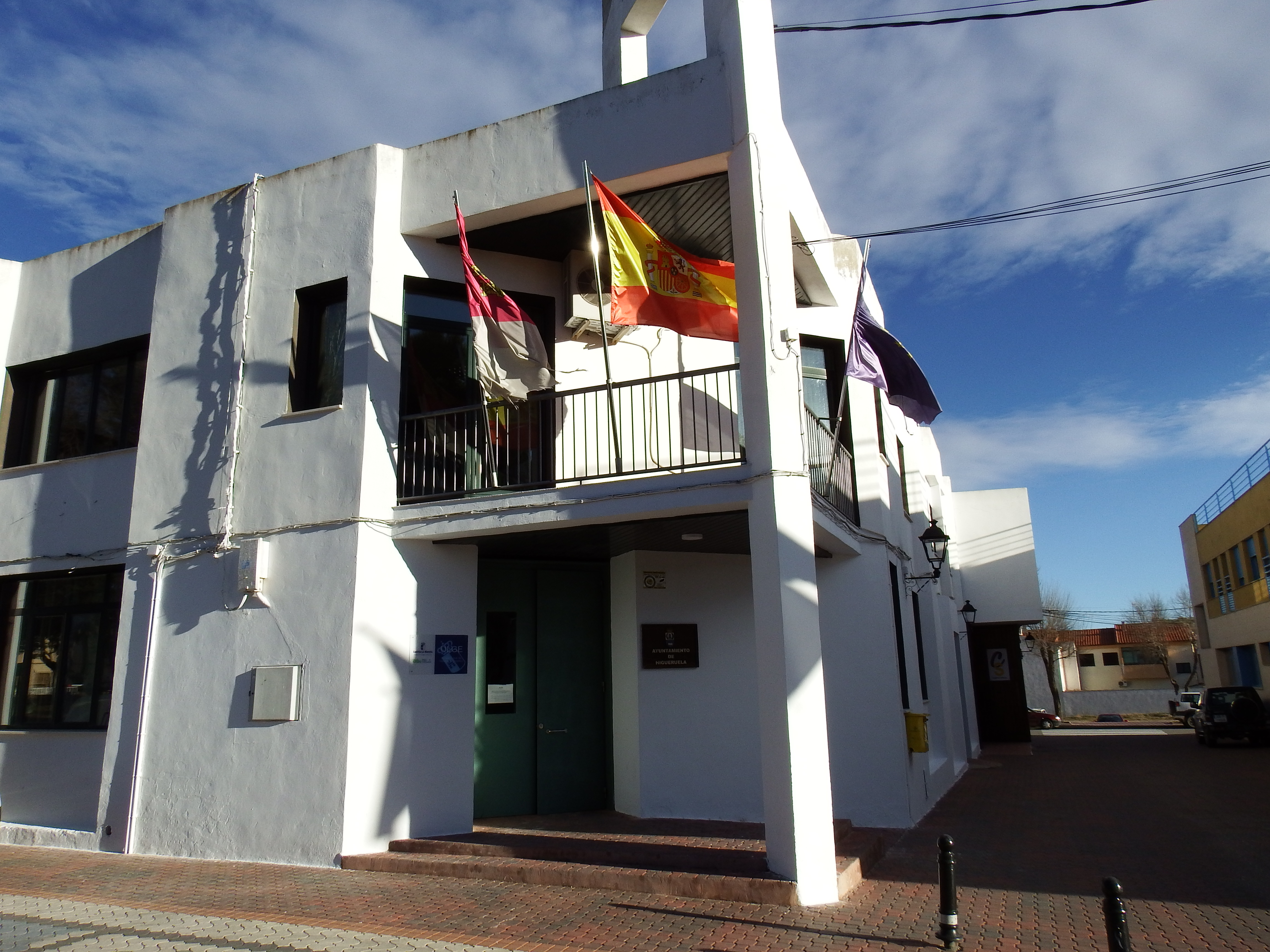
نمایی از ساختمان شورای دهستان هیگروئلا در استان آلباستهٔ اسپانیا - ۲۰۱۹

هیگروئلا دهستانی در استان آلباستهٔ اسپانیا است.
در این دهستان ۱۳۵۰ نفر زندگی می‌کنند. مساحت این دهستان ۲۰۵٫۳۰ کیلومتر مربع است.